# Оранжлав
«Оранжлав» (англ. orANGELove) також відомий як «Помаранчеве кохання» (англ. Orange love) — українська мелодрама режисера Алана Бадоєва про СНІД та кохання двох молодих людей у дні Помаранчевої революції. Інвестором стрічки виступила компанія «Київ-Донбас», виробництвом займалися «CineCity Production» та «Radio Active» (США-Україна). Фільм входить до трійки так-званих фільмів «помаранчевої хвилі» до якої входять «Помаранчеве небо», Прорвемось та Оранжлав.
Фільм вийшов в український прокат 29 березня 2007 року.
Гасло фільму — «А що ти знаєш про кохання?»

## Сюжет
Герої Катя і Роман замкнуті в дивній квартирі в самому центрі Києва. За умовами якоїсь містичної гри вони не повинні виходити з квартири до смерті її господаря, який знаходиться в інвалідному візку. Приз: ця квартира і близько 200 тисяч євро. Але осіння любов якось в одну мить змінюється думкою про… СНІД.
Диктуючий правила повинен померти саме від нього. За вікном революція, а Роман не може вийти з квартири і побачити через об'єктив, що відбувається. Єдиний зв'язок із зовнішнім світом — листи. Їх кидають під двері. В одному з них результати аналізів, які обидва герої здали на самому початку стрічки. Із розкриттям конверта романтика випаровується миттєво. Герої виявляються наодинці з проблемою в замкнутому просторі.

## У ролях
- Олексій Чадов
- Ольга Макєєва
- Олексій Вертинський
- В'ячеслав Бурлачко
- Катерина Кантор
- Андрій Стрельцов
- Дмитро Малков
- Галина Боженко

## Знімальна група
- Режисер-постановник: Алан Бадоєв
- Оператор-постановник: Ярослав Пілунський

## Виробництво
Спочатку планувалося, що фільм буде любовною мелодрамою про американця українського походження, який приїхав до України у розпал виборів 2004 року. Головного героя мав зіграти якийсь доволі відомий голлівудський актор. Згодом, із невідомих причин, сценарій поміняли і замість американця протагоністом фільму став росіянин, на роль якого вибрали досить відомого російського актора Олексія Чадова, відомого за кількома російськими блокбастерами, зокрема фільмами «Нічна варта» та «9 рота».
У серпні 2005, за кілька місяців до початку зйомок, в інтерв'ю виданню KINO-КОЛО продюсерка стрічки Аліна Панова пообіцяли, що у стрічці дві третини реплік фільму буде українською, решта — російською та англійською, але в кінцевій версії фільму практично всі репліки були російською, і лише невелика частинка — українською та англійською. Зйомки розпочалися у жовтні 2005 року і тривали всього 45 днів.

## Кошторис
У березні 2006 року журналісти УП у своєму огляді українських кінофільмів оцінили кошторис стрічки від $1 до $5 млн. Згодом у вересні 2006 року, стало відомо, що кошторис стрічки склав $3,6 млн і був наданий донецькими бізнесменами-братами Олександром та В'ячеславом Константиновськими.

## Нагороди та номінації
Фільм брав участь у наступних фестивалях та кіноринках:
- 20 та 22 травня 2006 року — у кінодистриб'юторських показах на Кіноринку у Каннах 2006 (Канни, Франція),[17]
- 5 вересня 2006 року — у конкурсній програмі КіноЯлта-2006 (Ялта, Україна),[18]
- 25 вересня 2006 року — у конкурсній програмі фестивалю СНД та Балтії «Кіношок-2006», де отримав приз «за кращого режисера» (Алтана, Росія),[19][20]
- 26-27 жовтня 2006 — у конкурсній програмі Molodist KIFF 2006 (Київ, Україна),[3]
- 16-25 листопада 2006 — позаконкурсний показ у секції «Міжнародні відкриття» на Mannheim-Heidelberg IFF 2006 (Маннгайм-Гайдельберґ, Німеччина)[21]

## Касові збори
Під час показу в Україні, що розпочався 27 березня 2007 року, фільм зібрав $59,8 тис. за три тижня прокату. Зі своїми загальними зборами у $59,8 тис. стрічка посіла 132 місце серед найбільш касових фільмів 2007 року.
У закордонному прокаті стрічка також була 3 тижня в прокаті Росії та СНД, де загалом зібрала $27,6 тис. та 4 тижня в Тайвані, де загалом зібрала $14,7 тис. Загальні закордонні касові збори стрічки — $42.4 тис.
Загальний світовий бокс-офіс стрічки склав $102 тис.

## Відгуки кінокритиків
Фільм отримав негативні відгуки від українських кінокритиків. Зокрема кінокритик журналу «Кіно-театр» Лариса Іванишина зазначила, що стрічку «Оранжлав» досить «важко віднести до [кінопрокатного] кіно, настільки багато в ній від телевізійного продукту.» Після прем'єри фільму на київському кінофестивалі «Молодість» в листопаді 2006 року, кінокритик газети Хрещатик Ліліана Фесенко зазначила, що «режисер [Алан Бадоєв] не спромігся вийти з формату кліпу і просто розтягнув його на півтори години».

## Контроверзи

### Дистанціювання творців від Помаранчевої революції
Напередодні кінопрокату свого фільму, творці в різний спосіб намагалися відмежуватися від Помаранчевої революції. Так, наприкінці 2006 року режисер фільм Алан Бадоєв заявив, ніби сценарій фільму було написано ще 5 років тому, тобто задовго до подій Помаранчевої революції, хоча раніше Бадоєв заявляв, що основу сценарію було зроблено неназваним американським сценаристом під враженням від Помаранчевої революції.
Творці використовували різні методи уникнення появи у потенційного глядача будь-якої асоціації з Помаранчевою революцією. Спершу творці взялися за видозмінення назви фільму. На перших етапах процесу створення фільму його творці пояснювали, що назва фільму пишеться як «Orangelove» і є неперекладним словом, тобто українською так і пишеться — «Оранжлав» (дослівний переклад англійських слів «Orange» та «Love» українською буде «Помаранчеве» та «кохання»). Згодом творці повідомили, що назву фільму слід писати як «orANGELove», оскільки, як підкреслив режисер стрічки, головною героїнею стрічки є саме Ангел (англійською Angel) та й перший варіант сценарію називався «Ангели живуть навпроти». Деякі українські кінокритики охрестили фільм скандальним саме через «синтаксичні зміни в [його] назві», ймовірно не схвалюючи бажання авторів дистанціюватися від теми «Помаранчевої революції» і відповідно не використовувати слово «Помаранчевий» у назві стрічки.
Згодом творці також вирішили перенести дату фільму. Як підтвердив в одному з інтерв'ю режисер фільму Алан Бадоєв, творці спеціально перенесли прокат фільму з жовтня 2006 на березень 2007, аби відмежуватися від так званої «помаранчевої хвилі» в новому українському кіно.